# オムニバスタウン
オムニバスタウン（和製英語：omnibus town）とは、1997年（平成9年）5月に運輸省・建設省（以上の2者は現在国土交通省）、警察庁によって開始された補助制度で、指定された市ではバスの利用促進のための総合対策事業が行われる。
オムニバス（ラテン語の omnibus のイギリス英語読み）は、バス (bus) の語源である。

## 概要
地方都市の路線バスは、モータリゼーションの進展や少子化による定期券利用者の減少などで、補助金なしには路線維持が困難になるほど経営が悪化している。また、ロードサイド店舗の増加や病院・公共機関の郊外移転で職場と物販・サービスが郊外化し、単純に従来の中心市街地と郊外住宅地とを放射状に繋ぐ路線では需要を拾いきれない状態に陥っている。
このような中、バス利用促進総合対策事業として同制度は導入された。指定された都市では、バスの弱点である速達性の低さの改善や利用者の利便性・快適性向上について、国や県の支援の下で市とバス事業者が協働して解決を試みている。また路線バス利用促進により、交通渋滞・交通事故・大気汚染・地球温暖化などの都市問題を緩和し、高齢者などの交通弱者にやさしいまちづくりを目指している。
オムニバスタウンに指定された都市は、当初は金沢市・松江市・鎌倉市・奈良市などの観光都市が多かったが、その後は市町村合併や大都市制度導入（政令指定都市・中核市・特例市）への移行を機に、あるいはそれを見越して指定を受ける例が増えた。その理由として合併による市域拡大や、大都市制度導入による自治体の予算増大により都市経営を改めて見直す契機になったとみられる。また100万都市の仙台市を除き、都市交通問題の解決に地下鉄などを新設できるほど需要・財源がないためバスに頼らざるを得ない中規模都市、すなわち中核市から人口要件の緩和により政令指定都市へ移行した市が同制度の指定を受けることが多くなった。

## 指定都市一覧
| 指定     | 指定   | 指定     | 事業期間        | 都市           | 都市                                   | 大都市制度 | 大都市制度 | サイト            |
| 年度     | 年     | 月日     | 事業期間        | 都市           | 都市                                   | 指定時     | 現在       | サイト            |
| -------- | ------ | -------- | --------------- | -------------- | -------------------------------------- | ---------- | ---------- | ----------------- |
| 1997年度 | 1997年 | 12月25日 | 97年度 - 04年度 | 静岡県浜松市   | 北緯34度42分39秒 東経137度43分34秒     | 中核市     | 政令市     | [ 1 ] [ 2 ]       |
| 1998年度 | 1999年 | 2月19日  | 98年度 - 12年度 | 石川県金沢市   | 北緯36度33分40.7秒 東経136度39分22.3秒 | 中核市     | 中核市     | [ 3 ]             |
| 1998年度 | 1999年 | 2月19日  | 98年度 - 02年度 | 島根県松江市   | 北緯35度28分5秒 東経133度2分54.1秒     | －         | －         |                   |
| 1999年度 | 2000年 | 2月1日   | 99年度 - 03年度 | 岩手県盛岡市   | 北緯39度42分7.3秒 東経141度9分16.1秒   | （特例市） | 中核市     | [ 4 ] [ 5 ] [ 6 ] |
| 1999年度 | 2000年 | 3月10日  | 99年度 -        | 神奈川県鎌倉市 | 北緯35度19分9.2秒 東経139度32分48秒    | －         | －         | [ 7 ]             |
| 2000年度 | 2000年 | 12月26日 | 00年度 - 07年度 | 静岡県静岡市   | 北緯34度58分32秒 東経138度22分57.9秒   | 中核市     | 政令市     | [ 8 ]             |
| 2000年度 | 2000年 | 12月26日 | 00年度 - 04年度 | 奈良県奈良市   | 北緯34度41分6.3秒 東経135度48分18秒    | －         | 中核市     | [ 9 ] [ 10 ]      |
| 2000年度 | 2000年 | 12月26日 | 00年度 - 04年度 | 熊本県熊本市   | 北緯32度48分11.1秒 東経130度42分28.4秒 | 中核市     | 政令市     |                   |
| 2001年度 | 2002年 | 3月29日  | 01年度 - 05年度 | 宮城県仙台市   | 北緯38度16分5.5秒 東経140度52分9.6秒   | 政令市     | 政令市     | [ 11 ] [ 12 ]     |
| 2002年度 | 2002年 | 12月20日 | 02年度 - 06年度 | 岐阜県岐阜市   | 北緯35度25分23.8秒 東経136度45分38.3秒 | 中核市     | 中核市     | [ 13 ] [ 14 ]     |
| 2002年度 | 2002年 | 12月20日 | 03年度 - 07年度 | 岡山県岡山市   | 北緯34度39分18.5秒 東経133度55分10.2秒 | 中核市     | 政令市     | [ 13 ] [ 15 ]     |
| 2004年度 | 2005年 | 3月30日  | 05年度 - 09年度 | 愛媛県松山市   | 北緯33度50分20.9秒 東経132度45分56秒   | 中核市     | 中核市     | [ 16 ] [ 17 ]     |
| 2007年度 | 2007年 | 6月4日   | 07年度 - 11年度 | 新潟県新潟市   | 北緯37度54分58.2秒 東経139度2分11秒    | 政令市     | 政令市     | [ 18 ] [ 19 ]     |
| 2007年度 | 2008年 | 1月30日  | 08年度 - 12年度 | 広島県福山市   | 北緯34度29分9.2秒 東経133度21分44.3秒  | 中核市     | 中核市     | [ 20 ] [ 21 ]     |

## 補助制度
オムニバスタウンに指定されると、国からの補助金が5年間支給されるため、計画も5年間が基本である。事業開始年度は、指定日が含まれる年度から始まる場合と、指定の翌年度から始まる例とがある。都市によって延長計画の有無にもばらつきがある。
補助金の割合は、個々の事業内容によって1/5から1/2まで幅がある。都市によって事業内容も総事業費の大きさも異なるが、松山市の例では、5年計画の総事業費が21億8千万円、負担割合が国26.5%、県0.7%、市24.5%、事業者48.3%である。金沢市の例では、総事業費約31億円、負担割合は市28.4%、事業者20.4%。岐阜市の例では、総事業費約16億円、負担割合は市28%。松江市の例では総事業費約7億円で、負担割合は市46.5%、事業者8.9%。事業内容が異なるものの、事業者は設備投資の相当な割合の補助を受けてリニューアルが可能な施策となっている。
国の予算額は、指定当初5年間の事業期間中にある都市が9市で最も多かった2001年度と2002年度は不明だが、4市が指定当初5年間の事業期間中にあった2005年度の場合は16.9億円だった。
| 都市   | 事業期間        | 97 | 98 | 99 | 00 | 01 | 02 | 03 | 04 | 05 | 06 | 07 | 08 | 09 | 10 | 11 | 12 |
| ------ | --------------- | -- | -- | -- | -- | -- | -- | -- | -- | -- | -- | -- | -- | -- | -- | -- | -- |
| 浜松市 | 97年度 - 04年度 |    |    |    |    |    |    |    |    |    |    |    |    |    |    |    |    |
| 金沢市 | 98年度 - 12年度 |    |    |    |    |    |    |    |    |    |    |    |    |    |    |    |    |
| 松江市 | 98年度 - 02年度 |    |    |    |    |    |    |    |    |    |    |    |    |    |    |    |    |
| 盛岡市 | 99年度 - 03年度 |    |    |    |    |    |    |    |    |    |    |    |    |    |    |    |    |
| 鎌倉市 | 99年度 -        |    |    |    |    |    |    |    |    |    |    |    |    |    |    |    |    |
| 静岡市 | 00年度 - 07年度 |    |    |    |    |    |    |    |    |    |    |    |    |    |    |    |    |
| 奈良市 | 00年度 - 04年度 |    |    |    |    |    |    |    |    |    |    |    |    |    |    |    |    |
| 熊本市 | 00年度 - 04年度 |    |    |    |    |    |    |    |    |    |    |    |    |    |    |    |    |
| 仙台市 | 01年度 - 05年度 |    |    |    |    |    |    |    |    |    |    |    |    |    |    |    |    |
| 岐阜市 | 02年度 - 06年度 |    |    |    |    |    |    |    |    |    |    |    |    |    |    |    |    |
| 岡山市 | 03年度 - 07年度 |    |    |    |    |    |    |    |    |    |    |    |    |    |    |    |    |
| 松山市 | 05年度 - 09年度 |    |    |    |    |    |    |    |    |    |    |    |    |    |    |    |    |
| 新潟市 | 07年度 - 11年度 |    |    |    |    |    |    |    |    |    |    |    |    |    |    |    |    |
| 福山市 | 08年度 - 12年度 |    |    |    |    |    |    |    |    |    |    |    |    |    |    |    |    |

## 主な施策
オムニバスタウンに指定されると、市町村が主体となりオムニバスタウン計画を策定する。これらを実行する際に、国土交通省及び警察庁から支援や整備が受けられる。
具体的に、オムニバスタウンに指定された都市で行われた施策としては以下のものがあげられる。なお、必ずしも全都市でこれらが導入されているわけではない。
1. ノンステップバスの導入（推進）。
2. コミュニティバスの開設。
3. ICカード乗車券の導入。
4. バス専用レーン、公共車両優先システム (PTPS) などの表定速度向上および定時運行確保のためのシステム導入。
5. パーク&バスライド、サイクル&バスライドなど、他の交通機関との連携。
6. トランジットモールの試験実施。
7. バス停のハイグレード化、バスロケーションシステムなど、バスを待つ人に対する快適性の確保。

などである。
なお、ハイグレードなバス停が設置される一方で、エムシードゥコー（三菱商事とジェーシードゥコーの合弁会社）が、2003年（平成15年）から日本で広告パネル付バスシェルターを官民協調で自治体側やバス事業者の負担なしに設置するようになった。

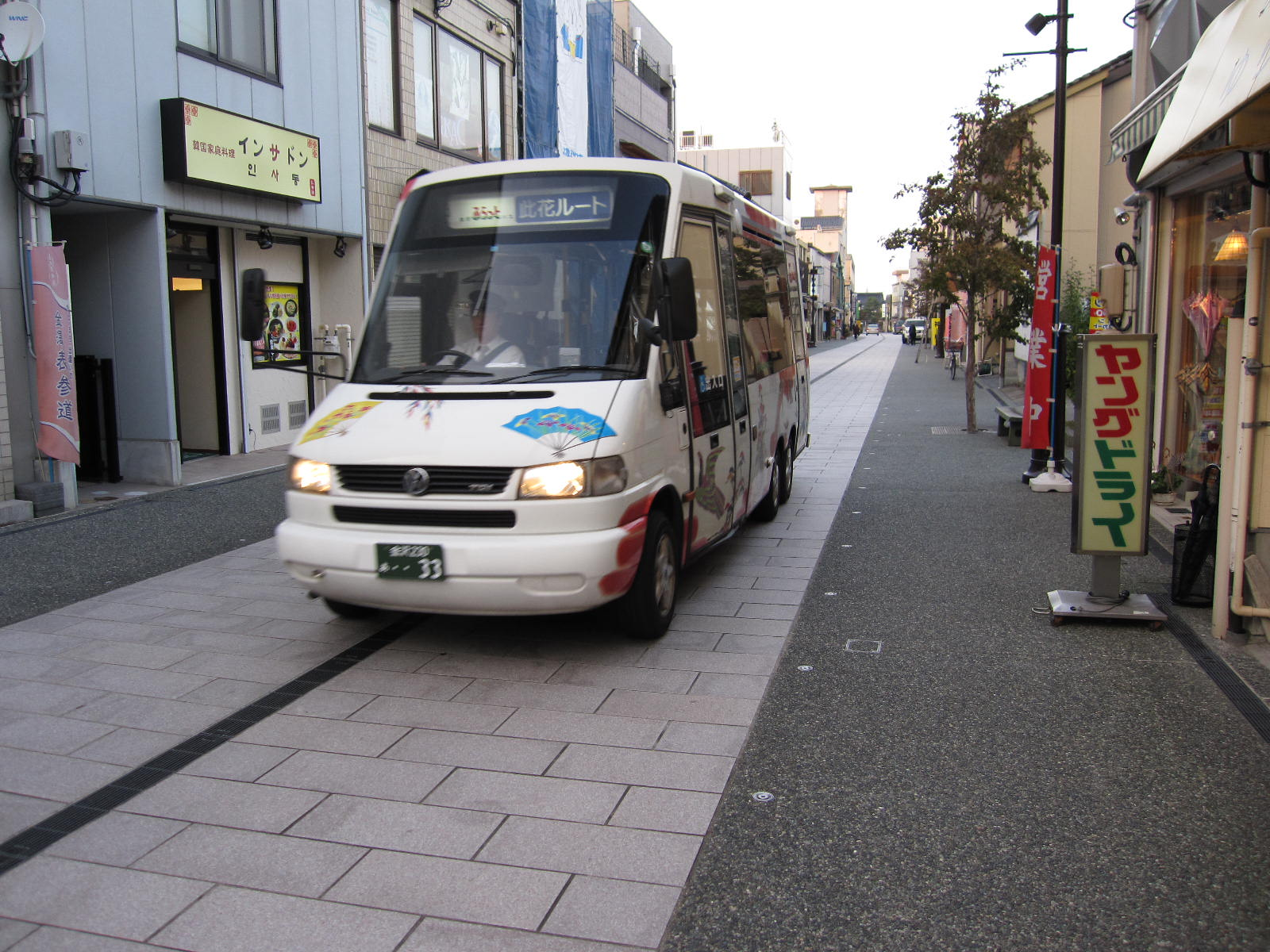
ノンステップバスを用いたコミュニティバスによるトランジットモール（金沢市「金沢ふらっとバス」）
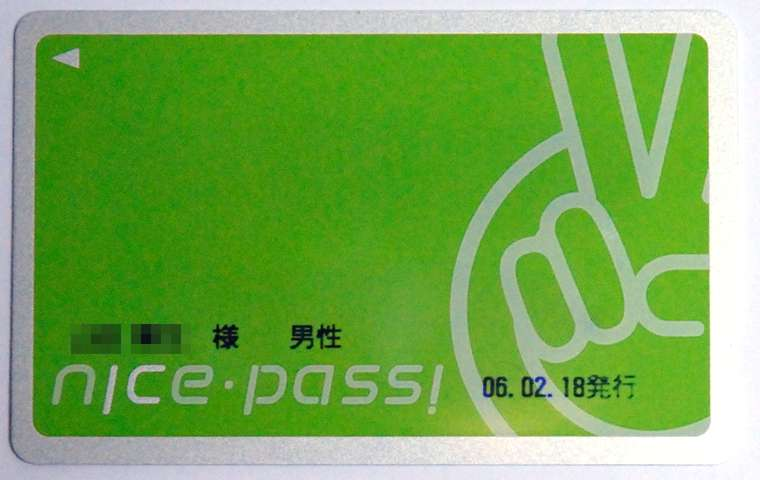
ICカード乗車券（浜松市「ナイスパス」）
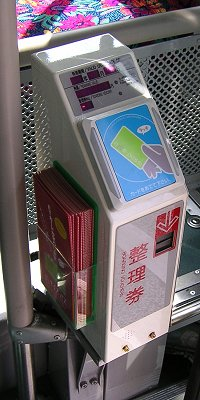
バス乗車口（中ドア）の整理券発行器兼ICカード処理機（浜松市）
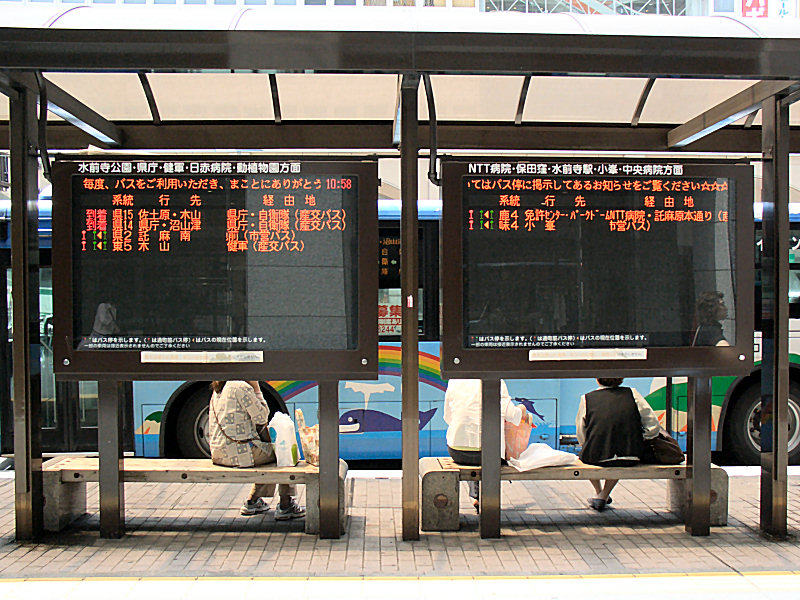
バス停の接近表示（熊本市・通町筋）

## 各都市の施策

### 岩手県盛岡市

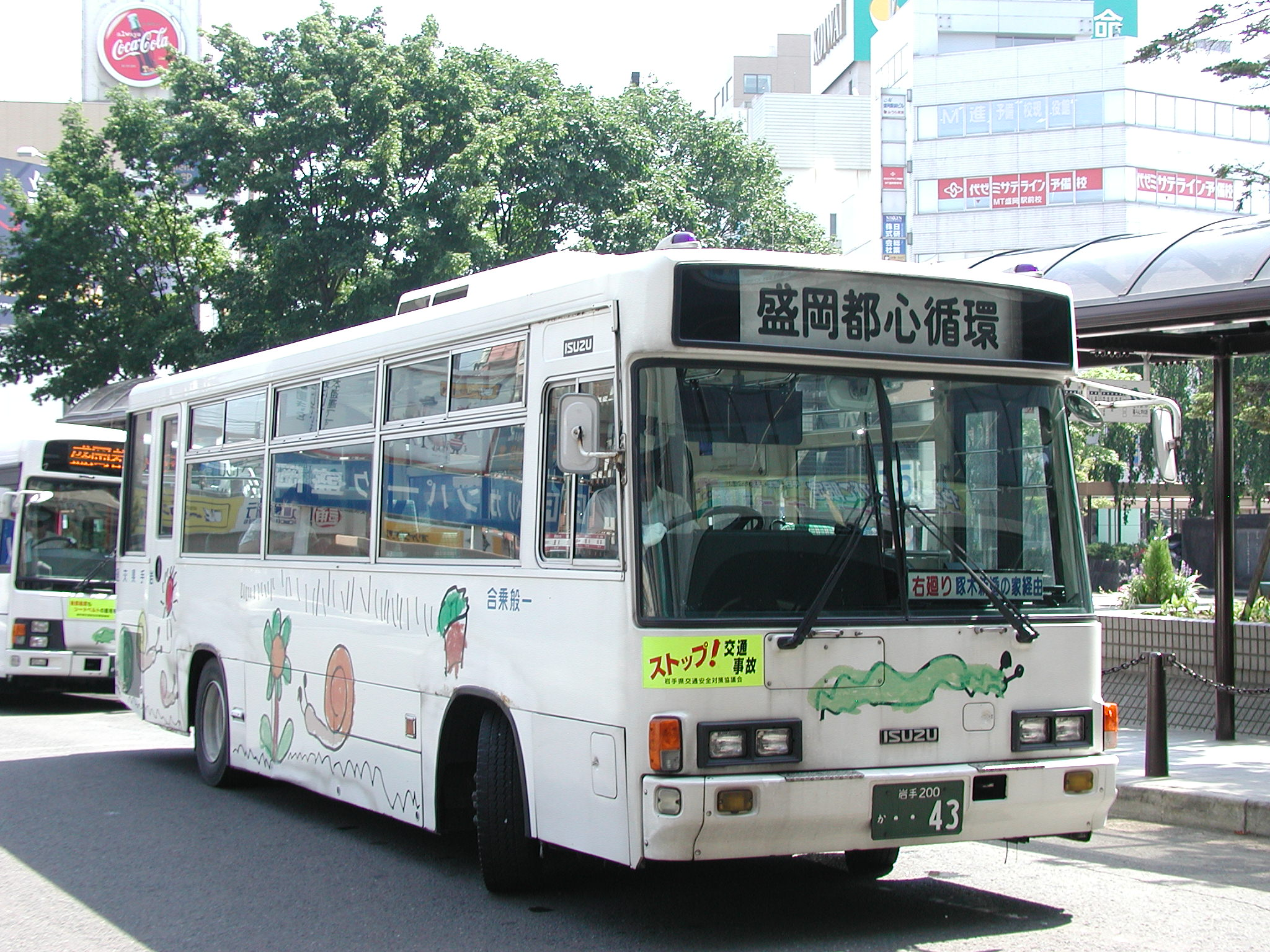
2000年4月に本格運行を開始した盛岡都心循環バス「でんでんむし」

- 指定年月日：2000年（平成12年）2月1日
- 事業期間：1999年度 - 2003年度の5年間
- 主な事業者：岩手県交通・岩手県北バス

盛岡市の項にもあるとおり戦災を受けなかったため、盛岡市は盛岡城「内丸」跡付近に官庁をはじめ企業や金融機関などが集中する都市構造となっていた。古い城下町のため道が狭く、また市内に北上川、中津川、雫石川が流れており、市内中心部に入るためには橋を必ず渡る必要があるため、車線数が少ない放射道路では通勤時間帯を中心に大きな渋滞が生じていた。そのため路線バスの定時性が低下し利用者がマイカー利用に流れ、更なる渋滞の悪化を招くこととなった。
こうした問題を改善するため、盛岡市をはじめとする関係者が中心となり策定したのが盛岡市におけるオムニバスタウン計画であった。盛岡市におけるオムニバスタウン計画の特徴はゾーンバスシステムの採用である。また、もう一つの主要事業として、市と岩手県交通が1999年4月から盛岡都心循環バス「でんでんむし」の試験運行を開始、当初は盛岡市が主導するコミュニティバスという形式で、夏季と冬季の2回に分けて運行され、2000年4月1日の本格運行開始後に岩手県交通へ完全移管された。
一方、ゾーンバスシステムは、2000年度より運行計画を開始、まず、バスターミナルの整備、次に、翌2001年4月から、松園ゾーンバス試験運行の開始、利用者の意見も踏まえゾーンバスは他の地区へ拡大、2002年10月に都南ゾーンバス、翌2003年10月には青山ゾーンバスの試験運行をそれぞれ開始した。その後、ゾーンバス各路線とも、本格運行への移行後に市から県交通へ完全移管され、県交通の自主運行路線となっている。

### 宮城県仙台市
- 指定年月日：2002年（平成14年）3月29日
- 事業期間：2001年度 - 2005年度の5年間
- 主な事業者：仙台市交通局・宮城交通

1999年（平成11年）7月に市は「アクセス30分構想」を策定した。「アクセス30分構想」は、市街化区域内から仙台市都心部へ30分以内で到達出来るように交通体系を整備する構想であり、時間軸でのコンパクトシティを目指したものである。この構想のうち、バス交通に関わる施策を実現するためにオムニバスタウンの指定を受けた。同事業では、市民向けの施策と共に観光客向けの施策も行われた。
仙台都市圏ではこの時期、1998年（平成10年）8月に仙台市が地下鉄東西線計画の具体的なルート案を公表し、2000年（平成12年）3月にJR仙石線の地下化開業および東西線のルート正式決定、2003年（平成15年）9月に東西線事業認可、同年10月にSuicaの導入、2004年（平成16年）3月にJR仙石線・小鶴新田駅開業など鉄道の整備も進んだ。また、オムニバスタウン事業期間中に建設されたり議論されていた仙台空港鉄道仙台空港線、JR東北本線・太子堂駅、JR仙山線・東北福祉大前駅が、2007年（平成19年）3月18日に開業に至っている。
郊外↔都心
指定前から仙台市地下鉄南北線でバスから鉄道への乗り継ぎ促進策が導入されていたが、これをJR線にも広げる施策が採られ、渋滞による経済的損失が高い国道45号や仙台西道路と並走するJR線の駅前広場や接続道路の整備が行われた（東西方向）。南北方向は、地下鉄と並走しながらも経済的損失がなお高く、上記の一般的施策とパークアンドライドやキスアンドライドが推進された。郊外↔都心の時間短縮は諸所で達成されたが、地下鉄とバスがともに市営であるため実現できた乗継割引が、JRとバスでは運営主体が異なるため乗り換えで運賃増となり、経済的インセンティブが働かなかった。また、モータリゼーション、および、職場や物販の郊外化が進んでいるため、バスの利用者の顕著な増加は見られなかった。なお、新規に整備対象となった駅前広場は以下の9箇所である。
- JR仙台駅（東口）
- JR仙石線：陸前原ノ町駅・小鶴新田駅・陸前高砂駅
- JR東北本線：南仙台駅（西口・東口）・岩切駅
- JR仙山線：陸前落合駅
- 仙台市地下鉄南北線：泉中央駅

都心部
2002年（平成14年）2月、都心部にゾーン料金制の「100円パッ区」が導入されたことにより、都心部のバス利用者が年々増加している。その理由として、都心↔郊外を行き交うバスが都心部に集中しているため本数が充分あること、実質的な初乗り料金値下げであったこと、仙台駅や都心の地下鉄駅で降りてから目的地までの移動にタクシーを使うより安いこと、都心部で自転車を利用する者には放置自転車取締り強化があったことなどが挙げられ、時間短縮よりも経済的インセンティブが働いて公共交通利用が推進された。
観光客向け
1999年（平成11年）から運行している仙台市観光シティループバス「るーぷる仙台」の利便性向上のため、特別号の運行および増車を行い、また、臨時便でもバスロケーションシステム「どこバス仙台」で検索できるよう改善した。さらに2004年（平成16年）からは、仙台都市圏の交通機関横断的な周遊券「仙台まるごとパス」の発券も開始した。

### 神奈川県鎌倉市
- 指定年月日：2000年（平成12年）3月10日
- 事業期間：短期計画が1999年度 - 2003年度の5年間、中期計画が2004年度 - 2008年度の5年間、長期計画が2009年度以降。
- 主な事業者：江ノ島電鉄・京浜急行バス・湘南京急バス・神奈川中央交通

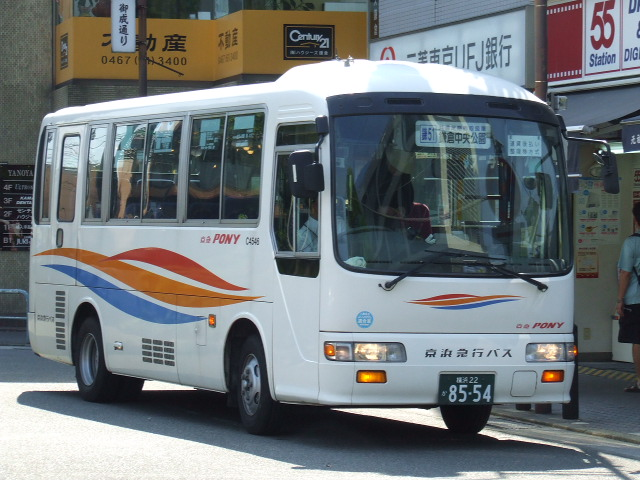
「京急ポニー号・鎌倉駅西口線」

鎌倉市は歴史的な都市であるが、その分道路拡張整備が難しい面があり、特に自家用車を使った観光客の増加による交通渋滞に悩まされてきた。またこれらの政策とともに、住民の足としてバスを馴染ませることを目的とした施策が行われている。
このうち、観光客向けとしては、パークアンドライドを普及を推し進め、国道134号滑川交差点付近に数年がかりの工事で由比ガ浜地下駐車場を建設、ここを起点として、中型短尺バス・フクちゃん号が鎌倉駅や鶴岡八幡宮へ運行されている。また、七里ガ浜や江ノ島入り口（藤沢市の協力による）付近の駐車場を活用し、江ノ島電鉄を活用した施策も行われた。しかしながら、知名度不足等の影響により、これらの施策は成功したとは言えず、利用客が非常に少ないのが現状である。
一方の住民の足として馴染ませる施策については比較的普及しているといえる。
その中で、特に目立っているのが交通不便地域の解消である。鎌倉市では横須賀線・江ノ島電鉄・湘南モノレールにより、鉄軌道系交通機関が比較的発達しているが、これらを基本とし、既存のバス路線でもカバーできない地区に関してコミュニティバスの導入を積極的に行った。具体的には、横須賀線各駅から750m以上、および江ノ島電鉄・湘南モノレールの駅や路線バスの停留所から300m以上離れた地域を交通不便地域とし、これらの地域にはコミュニティバスの導入が一部でなされたほか、地形的制約からバスの運行ができないところでは、乗合タクシーの試験導入が行われている。また本数についても毎時2本の確保を目標にするなどの施策が行われている。
このほかに（渋滞抑制などに伴う）バスの運行速度の向上、鎌倉駅や大船駅のバスターミナルの整理やバス優先レーンの新設、「バス接近システム」の一部導入、ノンステップバス購入の補助金制度などの施策を実施している。
コミュニティバス新設路線
- 鎌倉駅西口発着路線（平成11年度開業・江ノ電バス・湘南京急バス）
- 新鎌倉山線（平成12年度開業・江ノ電バス）
- 小動線（平成12年度開業・江ノ電バス）
- 城廻循環線（平成14年度開業・神奈川中央交通）
- 教養センター循環線（平成15年度開業・江ノ電バス）

### 新潟県新潟市

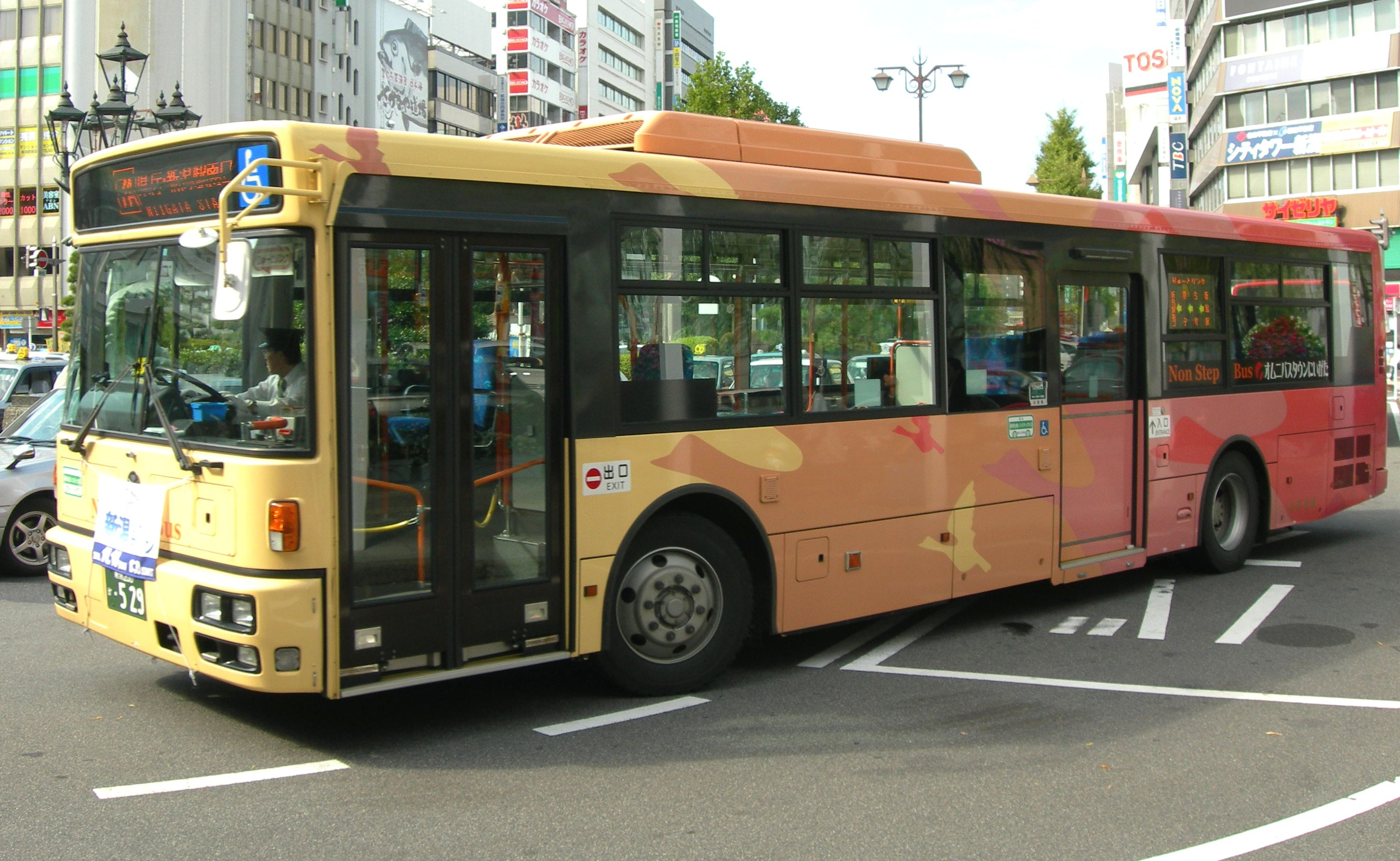
2007年に運行開始したにいがた基幹バス「りゅーとリンク」

- 指定年月日：2007年（平成19年）6月4日
- 事業期間：2007年度 - 2012年度の6年間（当初の事業期間は2011年度末までだったが、2010年春に1箇年延長を決定）
- 主な事業者：新潟交通・新潟交通観光バス

同市内の軌道系公共交通はJR線のみであり、市内交通においてはバスが大きな役割を持っている（詳細は新潟市の交通の記事を参照）。新潟交通グループは新潟駅や万代シテイバスセンター、古町、新潟市役所など市内中心部から郊外へ放射状に伸びる路線網を構築していたが、これら中心部のバス発着点は路線や便によって大きく異なっており統一性がないなど路線構成が他都市に比べて非常に煩雑となっていた（新潟交通のバス路線一覧#新バスシステム開業前の特色・問題点を参照）。また不採算路線の削減・廃止などにより公共交通の空白域が生じるなどしたこともあって、日常の交通手段を自家用車に依存する比率は年々増加し、市内各所の幹線道路では渋滞・速度低下が慢性化しつつあった。
新潟市は2005年（平成17年）に13市町村を編入する広域合併を行い、さらに2007年（平成19年）に政令指定都市へ移行するにあたり、公共交通の振興や道路交通の円滑化など市内全域の交通施策を体系的に進めるための短中期計画「にいがた交通戦略プラン」の策定作業を2006年（平成18年）から進め、その一環として路線バスの振興を目指す「新潟市オムニバスタウン計画」を策定し、2007年（平成19年）に指定を受けた。
この計画を踏まえ、同年11月1日のにいがた基幹バス（りゅーとリンク）運行開始をはじめ、市内の路線網再編やバス停の環境整備、非接触式ICカード乗車券「りゅーと」の導入など、2012年度末までの6箇年で様々な施策が行われた。
また交通戦略プランには「南区方面のバス利便性向上」など市内全域の公共交通振興策が盛り込まれており、さらに市が県と共同で行っている「新潟空港アクセス改善事業」でも、当面の策として路線バスの運行体制改善が図られることになった。新潟市都市政策部、新潟県（港湾振興課、新潟県警察本部ほか）、国土交通省など関係官庁と新潟交通グループ、JR東日本新潟支社など関連事業者はこれらの策を共同で段階的に実施しながら、公共交通の利便性向上を目指している。
主な施策
- 2007年度
  - 中央区・江南区を除く6行政区で市主体のコミュニティバス「区バス」の運行を開始（江南区は試験運行）
  - 市内中心部の主要バス停に設置されている上屋を改修（もしくは新設）
  - ノンステップバスの増車
  - 11月1日、新潟市中心部発着路線のダイヤ改正で実施されたもの
    - 市内線・郊外線のうち、新潟駅から県庁、新潟市民病院、東北電力ビッグスワンスタジアム方面に至る「中央循環線」と「市民病院線（もとの駅南口・曽野木線）」の2路線を基幹路線と位置づけ「にいがた基幹バス」として運行開始
    - 郊外線のうち、万代シテイバスセンター（前）発着且つ市内中心部の運行経路が往路・復路で異なっていた「鳥屋野線」「大野白根線」「流通センター線」の3路線を新潟駅前（万代口）発着・柾谷小路経由に経路を統一化
    - 一部路線で終バス繰り下げを実施
    - 大野白根線のうち、白根線の各停平日朝3本を「区間快速」として2停留所を通過
- 2008年度
  - 江南区の「区バス」が正式事業化
  - 中央区中心部・柾谷小路沿いのバス停留所（礎町、本町、古町の3停留所）を方面別に集約
  - イオン新潟南ショッピングセンターと共同で、長潟線と同SC駐車場利用によるパークアンドライドの社会実験を実施（11月4日 - 2009年2月27日。実験以降、長潟線・京王団地線は平日全便が同SCへ乗り入れ）
  - 2005年（平成17年）から夏休み期間、主に旧市域の路線で実施していた「子供ワンコインバス」（1乗車50円）を通年実施、土曜・休日に拡大（2009年1月17日より）
  - 中央循環線、大野白根線で位置表示装置付きバス停の供用を開始（2009年3月より。県庁、新潟ふるさと村、北田中など）
  - 大野白根線のうち、白根線の区間快速3本を「快速」に改称し通過停留所を追加、新潟駅前発の各停平日夕方2本を快速化（同年3月14日のダイヤ改正より）
- 2009年度
  - 空港線を再編、新潟駅南口発着・東跨線橋経由の直行系統「エアポートリムジン」を開設（4月1日。従来の新潟駅万代口・バスセンター発着便は各停として5月1日から運行再開）
  - 市内中心部の運行経路が往路・復路で異なっていた「船江町線」「太夫浜線」の2路線を松浜線同様、市役所前発着・万代町通経由に経路を統一化。さらに空港線各停を増発し、松浜線に新潟駅への直通系統を開設（6月1日より）
  - 市道太平大淵線の改良工事進捗に伴い「牡丹山線」「山二ツ線」「東明線」の3路線を新潟県立新潟北高等学校まで延伸（9月1日より）
- 2011年度
  - 非接触型IC乗車カードによるストアードフェアシステム「りゅーと」の導入
- 今後予定される施策
  - 引き続き市内路線網の再編を実施し、最終的には市内中心部のバス発着地を新潟駅万代口・南口と市役所前の2箇所に集約
  - 路線ごとに分散している市内中心部の停留所を方面別に統合し、数箇所に集約
  - 軌道系公共交通の無い南区方面への基幹路線開設の検討
  - バスロケーションシステムのサービス向上　ほか

新潟駅は現在、南北の駅前にそれぞれバスターミナルが設けられているが、2015年度中の完工を目標に進められている在来線連続立体交差化事業とそれに伴う駅周辺整備事業において、高架下の駅舎東側に「交通広場」が設けられ、バスターミナルが一箇所に統合される予定である。

### 石川県金沢市

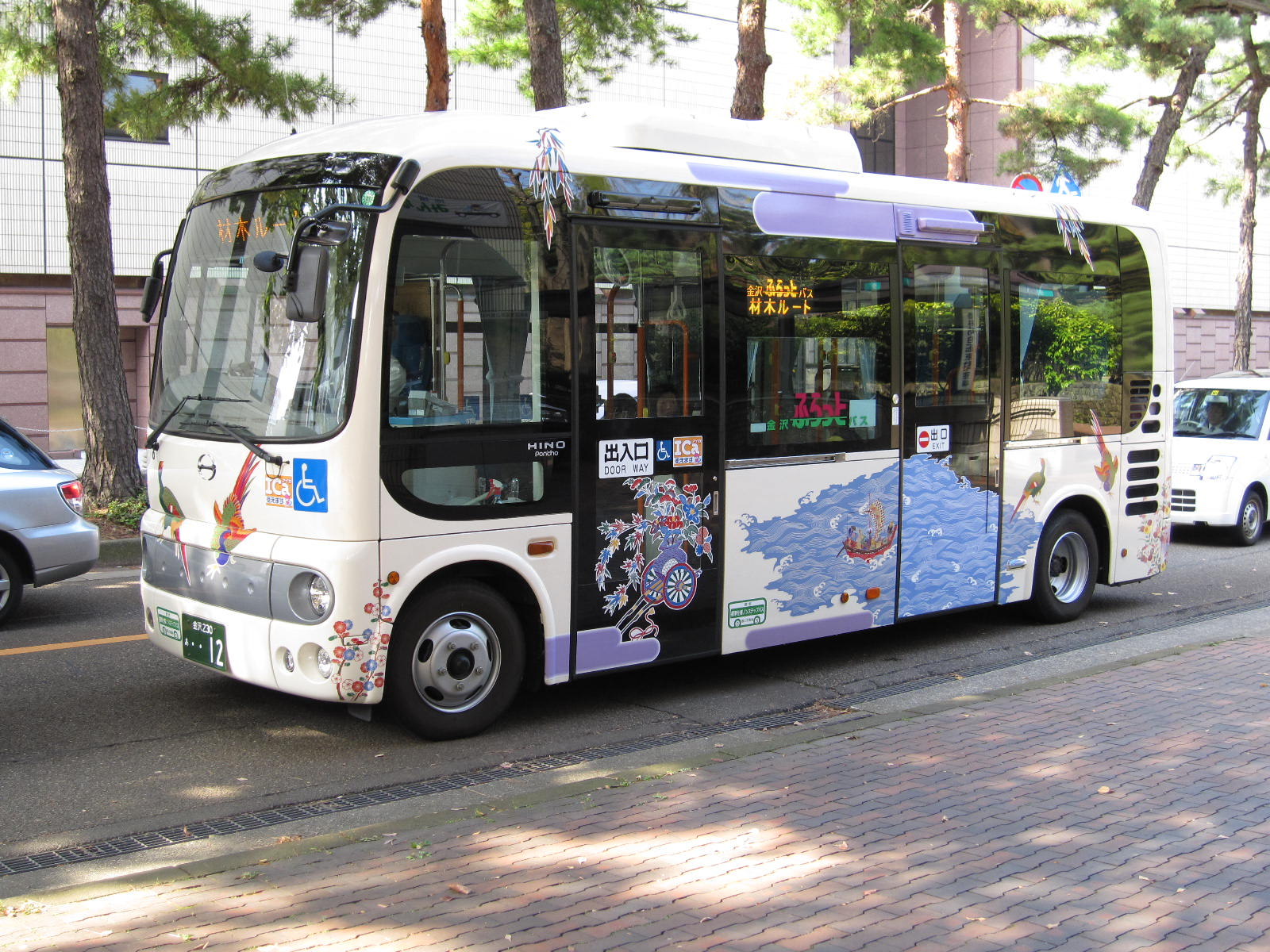
コミュニティバス（金沢ふらっとバス）

- 指定年月日：1999年（平成11年）2月19日
- 事業期間：前期計画が1998年度 - 2002年度の5年間。中期計画が2003年度 - 2007年度の5年間。後期計画が2008年度 - 2012年度の5年間。合計15年間。
- 主な事業者：北陸鉄道・西日本JRバス

コミュニティバスの導入やパーク&ライドバス停の整備、ノンステップバスの導入、ICカード乗車券「ICa」の導入が行われた。

### 静岡県静岡市
- 指定年月日：2000年（平成12年）12月26日
- 事業期間：2000年度 - 2004年度の5年間、旧静岡市と旧清水市との合併に伴い、2005年度 - 2007年度の3年間延長。合計8年間。
- 主な事業者：しずてつジャストライン

サイクル&ライドバス停の整備、ハイグレードバス停の整備、ノンステップバスの導入が行われた。

### 静岡県浜松市

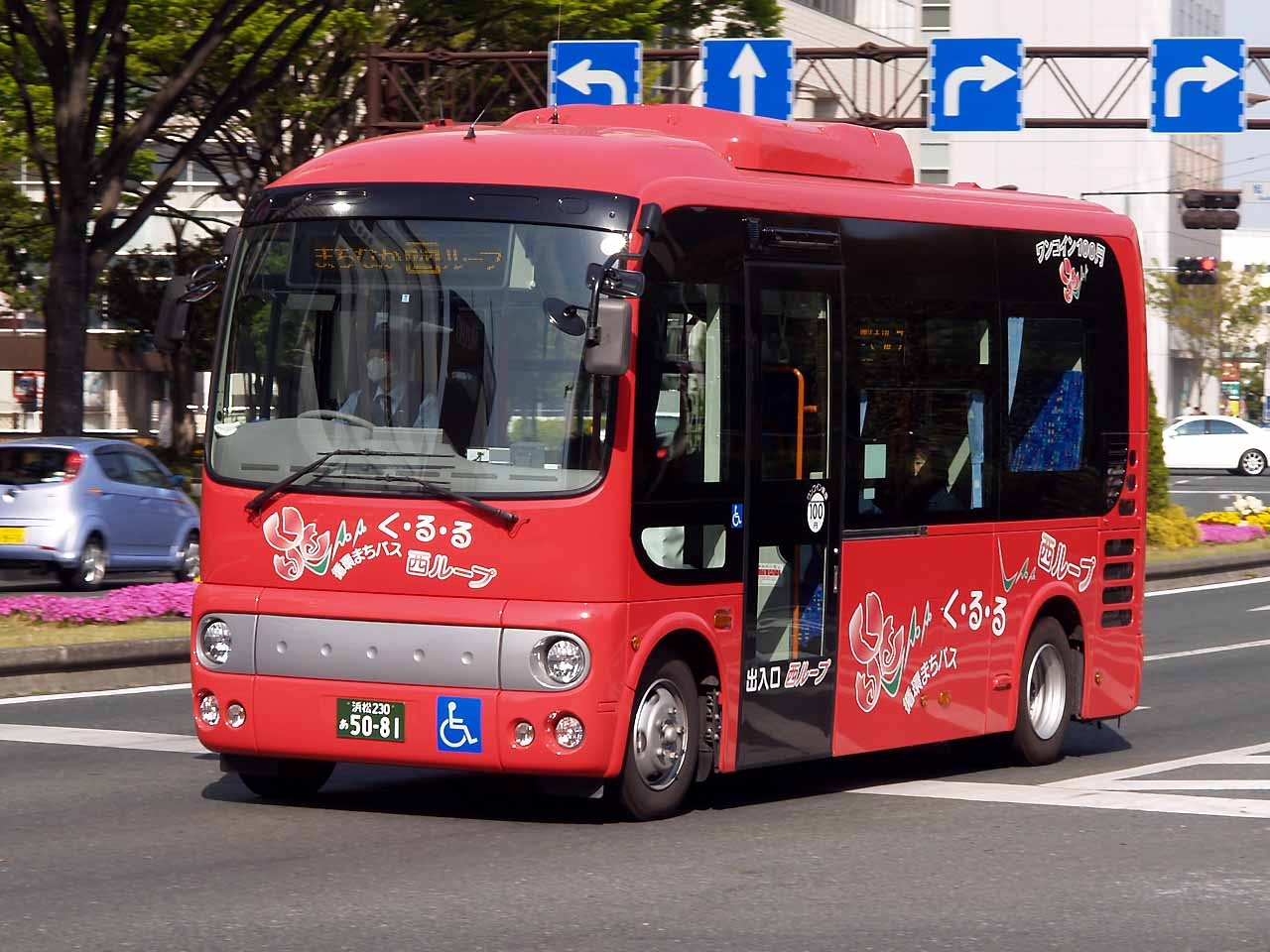
浜松市循環まちバス「く・る・る」

- 指定年月日：1997年（平成9年）12月25日
- 事業期間：当初計画は1997年度 - 2001年度の5年間、2002年度 - 2004年度の3年間延長。合計8年間。
- 主な事業者：遠州鉄道

全国初の指定である。浜松市では浜松市交通部の移管を機に事業者である遠州鉄道と共に官民一体の協調政策を進めて来ており、その点が評価されてオムニバスタウン構想の策定、そして全国初のオムニバスタウン指定に至った。そのためオムニバスタウン指定と前後して以前より高規格の自動アイドリングストップ付超低床ノンステップバス「オムニバス」の導入、ハイグレードバス停の整備、バス専用レーンの延伸、コミュニティバスく・る・るの運行開始、ICカード乗車券「ナイスパス」の導入、社会実験としてのトランジットモールの実施、運賃値下げなどが行われた。遠鉄バスの特徴的な施策の項も参照。
なお、この事業で導入されたICカード乗車券「ナイスパス」は全国初のバス・電車共通ICカード乗車券である。

### 岐阜県岐阜市
- 指定年月日：2002年（平成14年）12月20日
- 事業期間：2002年度 - 2006年度の5年間
- 主な事業者：岐阜乗合自動車

岐阜市は過去、3社（岐阜バス・岐阜市営バス・名鉄バス）によるバス運行と1社（名古屋鉄道）による鉄軌道線の運行が行われてきたが、市営バス・名鉄岐阜市内線は採算悪化から順次廃止された。そして、2005年からはすべての公共交通を岐阜バスグループが担うこととなったが、系統番号のつき方に統一性が無い（従来からの岐阜バス路線：ひらがな／系統なし、旧市営バス路線：数字、旧名鉄バス路線：系統なし）など、利用者には大変判りづらい状況が続いていた。
また、路線網はJR岐阜駅・名鉄岐阜駅を中心としているが、JRと名鉄のどちらかにしか停車しない路線が多かったり、岐阜市を流れる長良川がラッシュ時のボトルネック（＝交通渋滞による渋滞を引き起こす）となり定時運行が行いづらい状況も続いていた。
- 今までの主な施策
  - 国道256号（長良橋通り）におけるPTPSの実施
  - 公共交通事業者の1本化（岐阜バス+市営バス+名鉄バス+名古屋鉄道 → 岐阜バス）による効率化の実施
  - ICカード乗車券・ayucaの導入
  - 岐阜市コミュニティバスの試行運行開始
  - JR岐阜駅バスターミナル完成、高速路線の一部を除く全線のJR岐阜乗り入れ開始、大幅な系統・時刻変更
  - 市内ループ線運行開始、直行・快速便（岐阜大学系統と山県市→名鉄・JR系統）運行開始
  - 高速路線など以外のすべてにおいて、行先番号制（アルファベット1字+数字2字／アルファベット1字）開始
- 今後予定される主な施策
  - 岐阜市コミュニティバスの本格的な運行・コミュニティバスでのayuca利用
  - 大縄場大橋方面などにおける幹線路線・支線路線の位置づけの再確認、運行本数の適正化 など

### 奈良県奈良市
- 指定年月日：2000年（平成12年）12月26日
- 事業期間：2000年度 - 2004年度の5年間
- 主な事業者：奈良交通

バスロケーションシステムの導入や公共車両優先システムの導入、ノンステップバスの導入が行われた。

### 島根県松江市
- 指定年月日：1999年（平成11年）2月19日
- 事業期間：1998年度 - 2002年度の5年間
- 主な事業者：松江市交通局・一畑バス

バスロケーションシステムの導入やノンステップバスの導入が行われた。

### 岡山県岡山市
- 指定年月日：2002年（平成14年）12月20日
- 事業期間：2003年度 - 2007年度の5年間
- 主な事業者：岡山電気軌道・両備ホールディングス・中鉄バス・下津井電鉄・宇野自動車

岡山市では、オムニバスタウン指定前からパーク・アンド・ライドが試行されていたため、指定後は隣の赤磐市をも巻き込んでの展開になっている。赤磐市の場合は岡山ネオポリス内のスーパーマーケット駐車場に加え、山陽自動車道高架下に市営無料駐車場が整備されたため、利用は好調である。岡山市内では、最大手の両備バスがストア部門を持っているため、ストア部門の駐車場を大いに活用している。西大寺では、P&R専用の「西大寺シビルライナー」を運行している。
バス停も元来宇野バスがハイグレードなバス停を整備してきたのに加え、指定後はフランスの会社の協力によりバスシェルターが市内各所にお目見えした。また、宇野バスは岡山駅前（ドレミの街）に冷暖房完備のバス停を整備した。

### 広島県福山市
- 指定年月日：2008年（平成20年）1月30日
- 事業期間：2008年度 - 2012年度の5年間
- 主な事業者：中国バス・鞆鉄道・井笠鉄道

2015年現在最後に指定された福山市である。ゾーンバスシステムの導入、ICカード乗車券「PASPY」の導入、ノンステップバスの導入が行われた。

### 愛媛県松山市

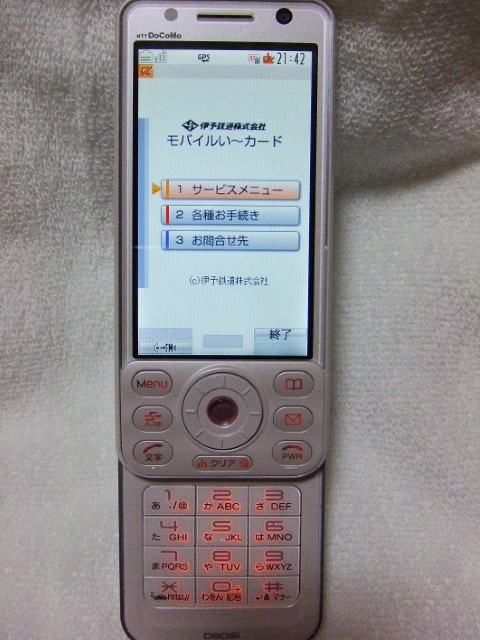
モバイルICい〜カード（NTTドコモのおサイフケータイ（スマートフォン除く）で利用可）

- 指定年月日：2005年（平成17年）3月30日
- 事業期間：2005年度 - 2009年度の5年間
- 主な事業者：伊予鉄バス

主な施策
- バス停やインターネット端末よりバスの運行状況がリアルタイムで確認できるバスロケーションシステムの導入。
- 鉄軌道線と連携したリアルタイム乗換案内機の設置。
- IC乗車カード（ICい〜カード）の導入。
- 公共交通車両優先システム (PTPS) の導入。
- スキップバス（快速）の新設。
- CNGバス（四国初）を初めとした低公害バスの導入。
- パーク・アンド・バスライドの推進。
- 駅舎及び駅前バスターミナルの整備による郊外に位置する鉄道駅の交通連接点化（三津、梅本、余戸、古泉駅など）。
- 市内電車と共通の一日乗車券が使用できるバス路線の新設（東西線、都心循環東南線など/運賃150円均一）。
- ハイグレードバス停の整備。
- ノンステップバスの追加導入（2009年4月現在で保有車両のうち約7割がノンステップバス）。
- 既存のバス路線の増便及びパターンダイヤ化（一部路線）。

なお、伊予鉄バスのほかに松山市内でバス事業を行う瀬戸内運輸・宇和島自動車・肱南観光バス・中島汽船・伊予鉄南予バス及びJR四国バスはこの施策に関わってはいない。

### 熊本県熊本市
- 指定年月日：2000年（平成12年）12月26日
- 事業期間：2000年度 - 2004年度の5年間
- 主な事業者：熊本市交通局・熊本電気鉄道・九州産業交通・熊本バス

ハイグレードバス停の整備、バスロケーションシステムの導入、ノンステップバスの導入が行われた。

## 全国オムニバスサミット
オムニバスタウンに最初に指定された浜松市が、指定当初5年間の事業期間が終わった次年度の2002年度（平成14年度）に初開催し、それから毎年、オムニバスタウンに指定された都市が持ち回りで「全国オムニバスサミット」を開催している。
イベントの名称は「全国オムニバスサミットin○○」で「○○」に開催都市名が入る。当初は、浜松市の例にならってオムニバスタウン指定当初5年間の事業期間が終わった都市がその次年度に開催していたが、第5回の岡山市からは事業期間中の都市が開催地となっている。

### 開催都市
1. 2002年（平成14年）11月28日・29日 浜松市（フォルテほか）[34]
2. 2003年（平成15年）11月17日 金沢市（金沢市文化ホール）[35]
3. 2004年（平成16年）10月7日 盛岡市（マリオスほか）[36]
4. 2005年（平成17年）11月1日 静岡市（グランシップほか）[8]
5. 2006年（平成18年）10月19日 岡山市（岡山コンベンションセンター）[37]
6. 2007年（平成19年）10月16日 松山市（愛媛県県民文化会館）[38]
7. 2008年（平成20年）10月30日 新潟市（朱鷺メッセ）[39]
8. 2009年（平成21年）10月29日 福山市（広島県民文化センターふくやまほか）[40][41]

## 全国バスマップサミット
オムニバスタウンと直接の関係はないが、民間団体の全国バスマップサミット実行委員会が「全国バスマップサミット」を開催している。会場はオムニバスタウンに指定されるような中規模都市を中心とし、イベントの名称は「全国バスマップサミットin○○」で「○○」に開催される都市名または都道府県名が入る。環境省のESTモデル事業の一環として「公共交通利用促進フォーラム」というイベントも同時開催している。
2008年には「全国オムニバスサミット」の開催翌日から「全国バスマップサミット」が共に新潟市で開催され、市は両者が関連イベントであるとPRしていた。

### 開催都市
1. 2003年（平成15年）11月7日・8日 岡山市（岡山県総合福祉会館）
2. 2004年（平成16年）9月18日・19日 福井市（福井大学アカデミーホール）
3. 2005年（平成17年）11月5日・6日 松江市（松江テルサ、島根大学大学会館ほか）
4. 2007年（平成19年）3月3日・4日 仙台市（仙台市市民活動サポートセンター）
5. 2007年（平成19年）10月13日・14日 広島市（ホテルニューヒロデン・広島市まちづくり市民交流プラザ）
6. 2008年（平成20年）11月1日・2日 新潟市（天寿園）
7. 2009年（平成21年）10月10日・11日・12日 那覇市（那覇市厚生会館ほか）
8. 2010年（平成22年）10月30日・31日 杉並区（杉並区産業商工会館）
9. 2011年（平成23年）11月12日・13日 弘前市（弘前市立観光館ほか）
10. 2013年（平成25年）2月16日・17日 札幌市（札幌エルプラザ）
11. 2013年（平成25年）9月15日・16日 高松市（丸亀町レッツホール）
12. 2015年（平成27年）
2月7日 京都市（キャンパスプラザ京都）
2月8日 姫路市（姫路駅北口駅前広場）
13. 2016年（平成28年）5月14日・15日 松山市（愛媛大学）
14. 2017年（平成29年）2月18日・19日 横浜市（横浜にぎわい座、横浜市電保存館、横浜市吉野町市民プラザ）